# Hypognatha nasuta
Hypognatha nasuta är en spindelart som beskrevs av Octavius Pickard-Cambridge 1896.
Hypognatha nasuta ingår i släktet Hypognatha och familjen hjulspindlar. Inga underarter finns listade i Catalogue of Life.